# Sieriogowo (Kraj Permski)
Sieriogowo (ros. Серёгово) – wieś (sieło) w Rosji, w Kraju Permskim, w rejonie czerdyńskim. W 2010 liczyła 278 mieszkańców.